# Шахтна піч

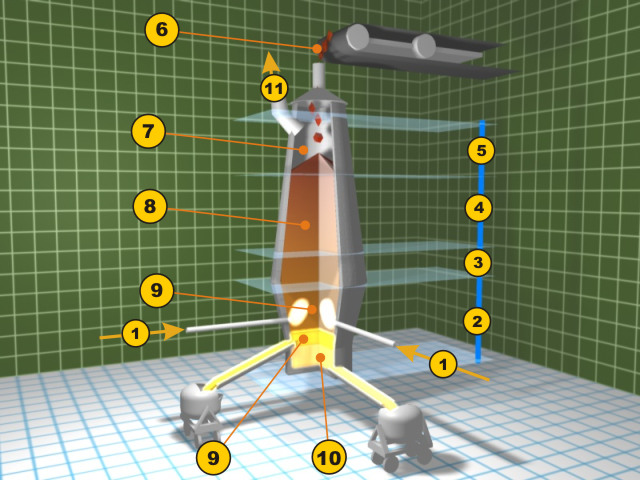
Будова шахтної печі на прикладі домни
1. Гаряче дуття
2. Зона плавлення (заплечики і горн)
3. Зона відновлення FeO (ро́зпар)
4. Зона відновлення Fe_{2}O_{3} (шахта печі)
5. Зона попереднього нагрівання (колошник)
6. Завантаження залізорудних матеріалів, вапняку та коксу
7. Доменний газ
8. Стовп залізорудних матеріалів, вапняку і коксу
9. Випуск шлаку через шлакову льотку
10. Випуск рідкого чавуну через чавунну льотку
11. Газовідводи

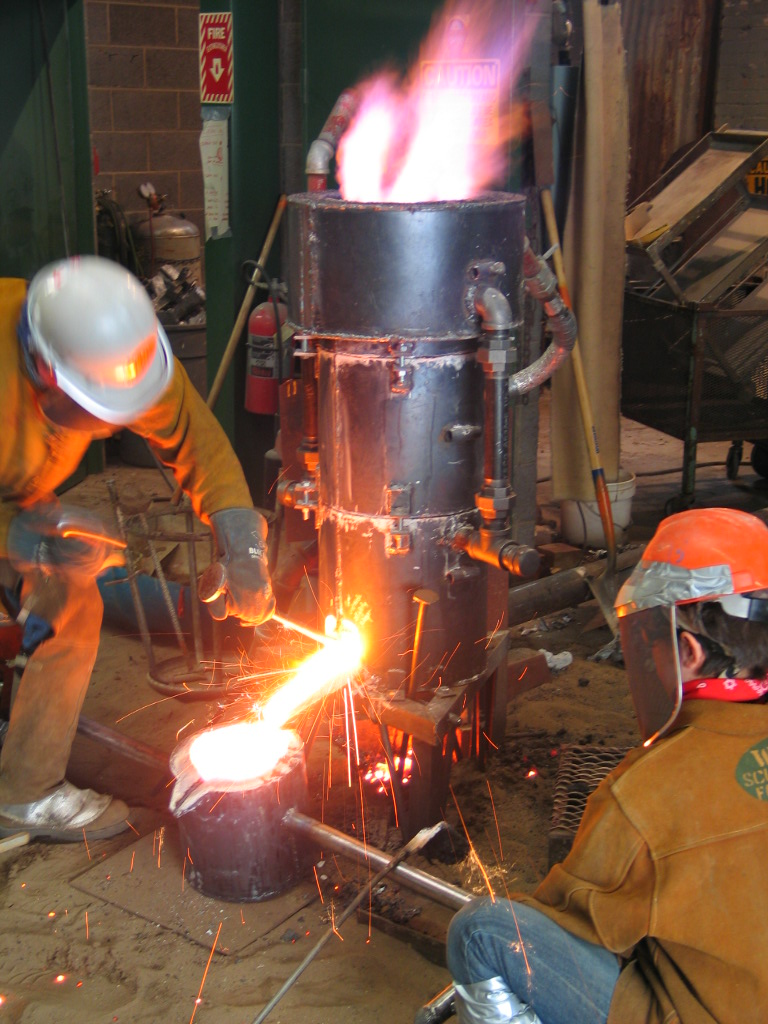
Малогабаритна вагранка в Університеті Вейна (Детройт, США)

Ша́хтна піч, або піч ша́хтного ти́пу (англ. shaft furnace) — промислова піч з вертикальним робочим простором («шахтою») круглої (циліндричної, конічної) або прямокутної форми, в якій оброблюваний матеріал завантажується зверху, а готовий продукт видається знизу.

## Загальна характеристика
У верхню частину шахтної печі завантажують вихідний (оброблюваний) матеріал, що опускається під дією власної ваги (газоподібні продукти згоряння палива рухаються назустріч); з нижньої її частини видаляють готовий продукт. Тепло, яке необхідне для перебігу процесів плавлення та випалювання, отримують шляхом спалювання палива безпосередньо у шахтній печі або у виносній топці з подаванням гарячих продуктів спалювання у піч. Для шахтних печей характерними є такі помірні швидкості газоподібних продуктів горіння, при яких основна маса шматкових матеріалів (шихти) не захоплюється висхідним потоком газів і, на відміну від печі киплячого шару, зберігає аеродинамічну стабільність.

## Переваги
Наявність зустрічного руху шихти (згори до низу) і фільтрованих через шихту газів (знизу вгору), а також безпосередній контакт між шихтою і гарячими газами обумовлюють хороший теплообмін й отримання відхідних газів з низькою температурою.
Шахтна піч відзначається високим тепловим ККД і відносно великою продуктивністю. В шахтних печах головним чином виплавляють чавун з руди (див. доменне виробництво, доменна піч), переплавляють метали (див. вагранка), виплавляють кольорові метали (піч кольорової металургії, ватержакетна піч), випалюють залізорудну сировину, вапняк та інші матеріали.

## Конструктивні особливості

### У чорній металургії
У чорній металургії печі шахтного типу використовуються як плавильні (доменні печі, вагранки) і як печі для випалювання.
Доменна піч (домна) — промислова шахтна піч, де із залізорудних матеріалів (офлюсованого агломерату, окатишів, залізної руди) виплавляють чавун. Основні частини доменної печі: колошник, шахта, розпар (найширша циліндрична частина), заплечики (конусна частина), горно, під та фундамент. Через колошник (із засипного апарата) в піч завантажують певними порціями (колошами) відповідні сирі (вихідні) матеріали — шихту. З її залізорудної частини в шахті відновлюється (газом) залізо, яке насичуючись вуглецем, утворює чавун. У розпарі й заплечиках чавун і шлак розплавлавляються. У верхній частині горна є фурми, через які вдувають нагріте (до температури 1200° С) і збагачене на кисень повітря, необхідне для утворення горнових газів (у результаті взаємодії кисню дуття і вуглецю коксу). Задля економії коксу вводять і додаткове паливо (наприклад, природний газ). Розплавлені чавун і шлак через льотки (отвори) періодично випускають у ковші. Верхню частину доменної печі викладено малоглиноземним, нижню- високоглиноземним шамотом, а частину горна, де нагромаджується чавун, і під — вуглецевими блоками, у комбінації із глиноземистим шамотом. Зовні піч одягнута в сталевий кожух. Між вогнетривкою кладкою і кожухом монтують систему охолоджування з проточною водою. Є також система випароваувального охолоджування.
Вагранка — вертикальна циліндрична плавильна піч; різновид шахтної печі. Основною частиною вагранки є горно з льотками (отворами) для випуску металу і шлаку та фурмами, через які подають дуття. Перероблювані матеріали (металевий брухт, паливо, флюси тощо) завантажують через завалочне вікно краном або вручну (якщо вагранка невелика) в шахту печі. Трубою з іскрогасником відводять газоподібні продукти горіння Всередині вагранка викладена вогнетривкою цеглою. Продуктивність вагранок становить 1…30 т/год. У вагранках виплавляють переважно чавун.
Випалювальні шахтні печі у чорній металургії застосовують головним чином для випалювання залізних руд, вапняку, магнезиту та доломіту. За місцем згоряння палива, що використовується, випалювальні шахтні печі поділяються на пересипні і з виносними топками.
Пересипні шахтні печі застосовують переважно для випалювання тугоплавких матеріалів: вапняку, доломіту тощо. Паливом служить коксовий дріб'язок, що завантажується у піч разом з вапняком. У нижній частині шахти встановлюють механічний пристрій для вивантаження випаленого продукту та регулювання сходу шихти. Повітря подають через решітки розвантажувального пристрою. Іноді для поліпшення розподілу шихти на колошнику печі встановлюють засипний апарат. Підігрів і випалювання матеріалів здійснюється у верхній частині шахти. У нижній частині випалений матеріал охолоджується і одночасно підігріває повітря.
Шахтні печі з виносними топками застосовують для випалювання порівняно легкоплавких залізних руд. Нагрівання й випалювання матеріалу здійснюється продуктами згоряння, що надходять із топок в середню частину шахти по спеціальних каналах. Топки розташовують поблизу шахти, вони можуть мати з нею спільні стінки. Як паливо використовують горючі гази будь-якого виду, мазут чи кам'яне вугілля. Нижня частина шахти як і в пересипних печах, служить для охолодження випаленого матеріалу. Для цього через неї пропускають певну кількість повітря, яке нагрівається і в середній частині печі змішується з продуктами згорання, що надходять із топок.
Продукти згоряння, підводяться каналами через стінки шахти, спрямовуються в основному у периферійну область шару. Щоб прогріти центральні області шару шихтових матеріалів, шахти печей роблять вузькими (з витягнутим поперечним перерізом). У деяких печах нижню частину шахти перегороджують вогнетривкими стінками (кернами), в яких передбачені канали для подачі продуктів згоряння в центральні області. Схема такої печі призначена для випалювання сидеритів.
Питома продуктивність випалювальних шахтних печей є нижчою, ніж вагранок, близько 0,5…1,0 т/(м²·год). Витрата умовного палива залежить від вмісту вологи та карбонатів у випалюваному матеріалі.

### У кольоровій металургії

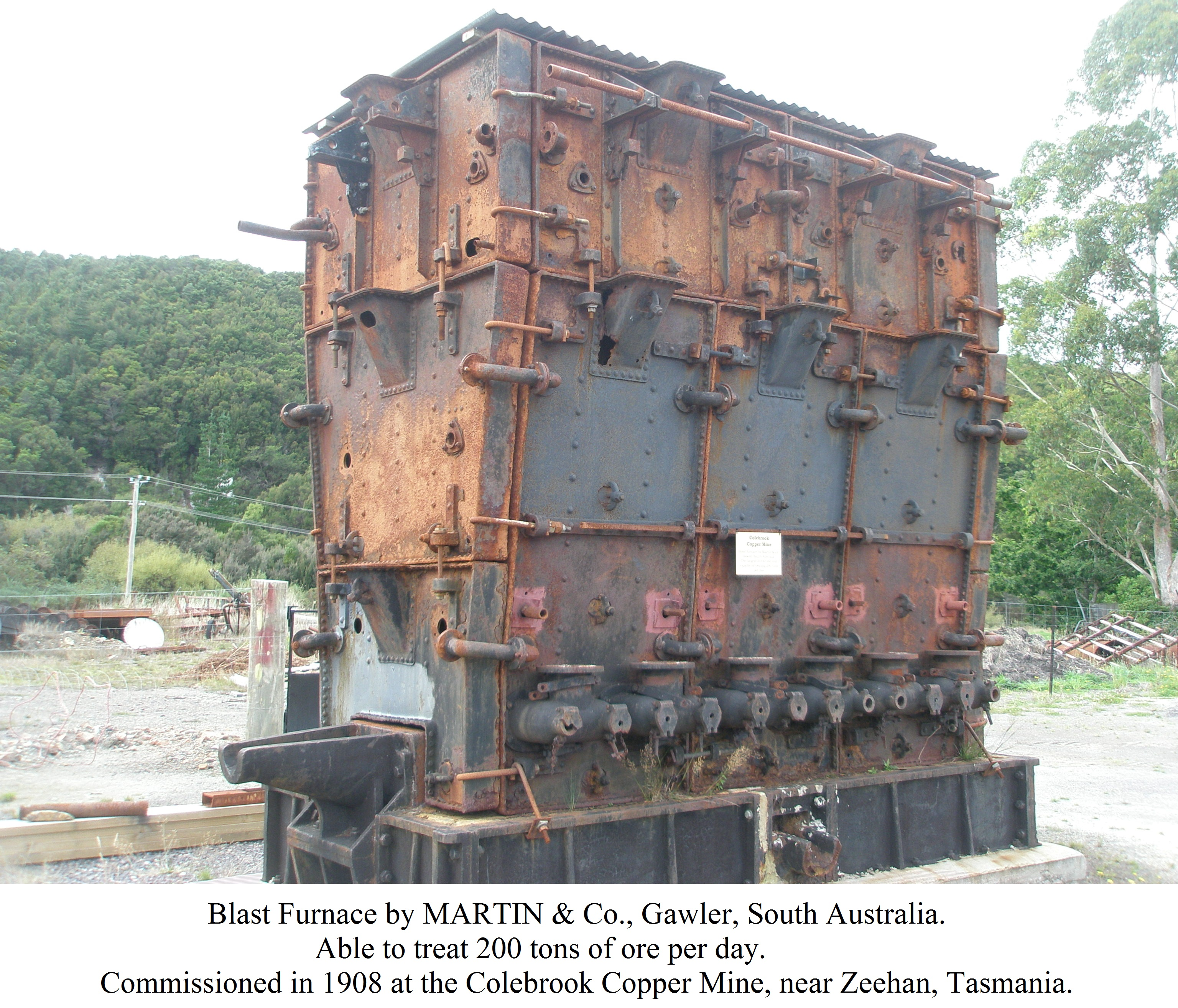
Шахтна піч для плавки мідних руд на штейн. Австралія, початок 20 століття.

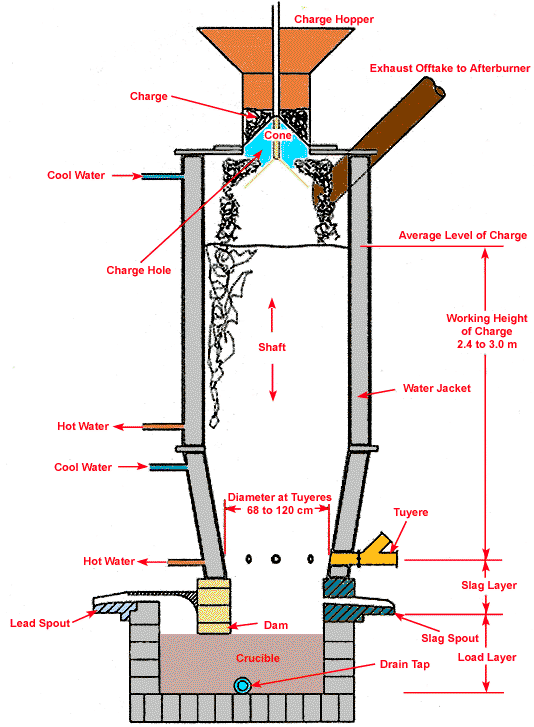
Шахтна ватержакетна піч для виплавлення свинцю.

Шахтні печі у кольоровій металургії призначені для роботи у безперервному режимі. Вони відрізняються порівняно малою висотою (до 8 м), що викликане необхідністю вести плавку без відновлення значних кількостей оксидів заліза, та малою шириною (до 2 м в площині фурм); довжина печі зазвичай 8…15 м.
Піч шахтного типу має:
- колошник, через який завантажують шихту та відводять газоподібні продукти горіння,
- шахту з фурмами, через які подають дуття для спалювання палива або гарячі гази,
- футерований вогнетривами внутрішній горн, де накопичуються рідкі продукти плавки.

Продукти плавки випускають через виносний горн чи безпосередньо з внутрішнього горна у відстійний горн (часто з електричним підігріванням) для збіднення шлаків.
Шахту печей попередніх конструкцій у кольоровій металургії споруджували з металевих кесонів, по яких циркулювала вода для охолодження (ватержакетна піч). Згодом замість водяного охолодження почали застосовувати випаровувальне, а шахту — виконувати з товстостінних трубок, зварених між собою у блоки. Зазвичай шахту такої печі не футерують, оскільки залізисті шлаки кольорової металургії відносно легко розчиняють вогнетривкі матеріали.
Є й електричні шахтні печі опору для проведення термічної обробки металевих виробів.

### У промисловості будівельних матеріалів
У виробництві будівельних матеріалів шахтні печі зазвичай застосовують для отримання матеріалів шляхом випалювання мінеральної сировини. Шахтні печі використовують для випалювання гіпсу, цементу, шамота та низки інших матеріалів, але частіше для випалювання мінеральної сировини на вапно. Сировиною для виробництва вапна є: чисті вапняки, крейда, вапняк-черепашник та інші породи, що складаються в основному з карбонату кальцію CaCO3.
Робочий простір шахтних печей, в яких ведеться випалювання матеріалів, по висоті можна розділити на три частини: зону випалювання, розташовану трохи нижче від середини печі; зону підігріву — вище від зони випалювання до завантажувального отвору і зону охолодження — нижче від зони випалювання до розвантажувальних пристроїв.
В зоні охолодження надходить у шахту печі холодне повітря охолоджує готову продукцію, що виходить із зони випалювання, і при цьому нагрівається до температури 300…500°С.
В зоні випалювання, куди потрапляє нагріте повітря, відбувається повне згоряння палива і випалювання матеріалів при необхідних за технологією температурах. Із зони випалювання газоподібні продукти горіння виходять в зону підігріву, проходять через завантажені в шахту матеріали, підігріваючи їх і з температурою 200…400 °C видаляються з печі в атмосферу.
Паливом для шахтних печей є природний газ, мазут або тверде паливо (кокс, антрацит та кам'яне вугілля). Кокс і антрацит завантажують разом з випалюваним матеріалом. Кам'яне вугілля спалюють у спеціальних виносних топках, що розташовуються за межами робочого простору шахтної печі.
У зоні підігріву з сировини, що завантажується в піч, видаляється волога і при температурі 1100…1200°С (зона випалювання) відбувається розкладання вапняку відповідно до реакції СаСО3 = СаО + СO2 (газ), що є основною реакцією при виробництві вапна кипілки (мелене не гашене вапно), яке після гасіння водою перетворюється в гашене вапно пушонку Са(OH)2, яке використовують будівельних цілей.
Футеровка зони охолодження з шамотної цегли, може бути виконана і з жаростійкого бетону, зона випалювання — з хромомагнезитової або шамотної цегли з підвищеною механічною міцністю (доменна цегла). Зону підігріву футерують шамотною цеглою підвищеної міцності, а верхню частину цієї зони виконують з чавунних плит, основою печі служить залізобетонний фундамент (нижня плита, колони і обв'язувальні балки), поверх якого змонтований кожух з листового металу. Застосування чавунних плит і футеровки шахти з особливо міцних вогнетривів (границя міцності при стисненні 30…80 МПа) пояснюється cenn'dbvb механічними впливами на футеровку шматків шихти, що опускається згори до низу. Зазор між футеровкою і кожухом заповнюється теплоізоляційним матеріалом. Подача матеріалів, вапняку та палива в піч у принципі не відрізняється від процесу завантаження шихти в доменну піч.
Для відводу продуктів горіння з печі в верхній частині зони підігріву є два димоходи.
Видалення з шахти готової продукції здійснюється за допомогою спеціального пристрою, що складається з обертової чаші, що має в центрі отвори, а по периферії шкребки. Під час обертання чаші шкребки направляють вапно до отвору, через який воно і зсипається по трубі, вмонтованої у цей отвір і обертається разом з чашею. З труби вапно потрапляє на розвантажувальний стіл, з якого шкребками, прикріпленими до труби, скидається в бункер, звідки надходить у тришлюзовий барабанний затвор, розташований внизу бункера. При повороті барабанного затвора на 180° вапно через відвідні рукави видаляється з печі.
Шахтні печі, опалювальні газоподібним паливом, у нижній частині по центру розташований керн з вогнетривкої цегли,. В керні по його периферії розташовані газові пальники, до яких підводиться газ. Розташування керна в центрі печі обумовлюється необхідністю якомога рівномірнішого прогрівання шихти по всьому перерізу шахти.